# Neurotrichus
Neurotrichus es un género de mamífero eulipotiflano de la familia Talpidae. Forma, junto al género extinto Quyania, la tribu Neurotrichini de la subfamilia Talpinae. La única especie viva actualmente es Neurotrichus gibbsii del noroeste de Estados Unidos y Columbia Británica. Otra especie extinta, ?Neurotrichus columbianus del Hemphilliano de Oregón, se asignó en dicho género en 1968, pero ahora se piensa que está más emparentada con el género Yanshuella de China. Otra especie extinta más, Neurotrichus polonicus del Plio-Pleistoceno de Polonia, se asignó a Neurotrichus en 1980, y una segunda especie del Plioceno de Polonia, N. minor se añadió en 1993. Aunque en 2004 se propuso incluirlas en el género Quyania, no ha sido aceptado por muchos. Como el nombre N. minor estaba ya ocupado, se reemplazó por Neurotrichus skoczeni en 2010.